# Крук, Сергей Иванович
Сергей Иванович Крук (укр. Сергій Іванович Крук; род. 7 августа 1977, Ровно, Украинская ССР) — украинский политический деятель, глава Государственной службы Украины по чрезвычайным ситуациям с 16 февраля 2022 по 25 августа 2023 года. Доктор наук государственного управления. 24 февраля 2022 года назначен членом Ставки Верховного главнокомандующего. Генерал-майор службы гражданской защиты.
Ексголова Державної служби надзвичайних ситуацій Сергій Крук та бізнесмен Андрій Заліський незаконно заволоділи сотнями мільйонів гривень при закупівлі автодрабин. Розслідувачі з'ясували, що вони продавали їх за кордон майже в два рази дешевше, ніж закупила ДСНС, а різницю "ховали в кишеню".
Про це йдеться у розслідуванні Blackbox OSINT, опублікованому у неділю, 18 лютого 2024 р.
Восени 2022 року, коли Сергій Крук обіймав посаду начальника ГУ ДСНС, 17 регіональних управлінь ДСНС оголосили про закупівлю систем пожежогасіння WJFE 300 SYSTEM. У всіх цих тендерах ДСНС прописала технічні характеристики для машин таким чином, що брати участь і перемогти в тендерах могло лише одне підприємство з автодрабинами марки M32L-AS німецької компанії-виробника Magirus GmbH, єдиним дилером яких в Україні є ТОВ "Променергообладнання".
Ціна однієї автодрабини з висотою підйому до 35 метрів склала 44 млн 190 тис.ч грн, до 45 метрів — 48 млн 480 тис. грн. Серед усіх запропонованих підприємств, де ціни були дещо нижчі, автодрабини закупили саме в ТОВ "Променергообладнання".
Після цього начальник ДСНС та бізнесмен Заліський продавали драбини за кордон за цінами, у два рази нижчими, а різницю привласнювали.
"Таким чином, ДСНС на закупівлі пожежних автодрабин на загальну суму 878 млн 480 тис. грн переплатило мінімум 225 млн 302 тис. грн, тобто 25%. Такий самий відсоток завищення ціни виявили детективи НАБУ при іншій закупівлі ДСНС техніки у 2022 році, коли знайшли у вилучених під час обшуку у голови ДСНС Сергія Крука в його телефонах фотокопії документів, що підтверджували організацію тендерів під конкретних постачальників", — йдеться у розслідуванні.

## Биография
Родился 7 августа 1977 года в Ровно. В 1999 году окончил Харьковский институт пожарной безопасности МВД Украины, в 2008 году — Киевский национальный университет внутренних дел. В 2014 году возглавил Главное управление ГСЧС Украины в Ровенской области. 
10 ноября 2021 года назначен исполняющим обязанности председателя Государственной службы Украины по чрезвычайным ситуациям. 
16 февраля 2022 года назначен Председателем Государственной службы Украины по чрезвычайным ситуациям. 24 февраля 2022 года президент страны Владимир Зеленский включил его в состав Ставки Верховного главнокомандующего.
25 августа 2023 года был уволен с поста главы ГСЧС..
В настоящее время занимает должность директора подразделения АО «НАЭК «Энергоатом».

## Награды

### Государственные награды
- 23 августа 2021 года Сергей Крук награжден орденом Данилы Галицкого.

### Ведомственные награды
- 2007 ─ Награда Министерства внутренних дел Украины "За отличие в службе" ІІ степени.

- 2010 ─ "За отличие в службе" І степени и Награда МВД Украины "За содействие органам внутренних дел Украины".

- 2016 ─ Нагрудный знак ГСЧС Украины "Знак Почета".

- 2018 ─ Награда МВД Украины "Огнестрельное оружие".

- 2019 – Нагрудный знак МВД Украины "За безопасность народа".

- 2021 ─ Медаль "За содействие Вооруженным Силам Украины".[9]